# Baugrund

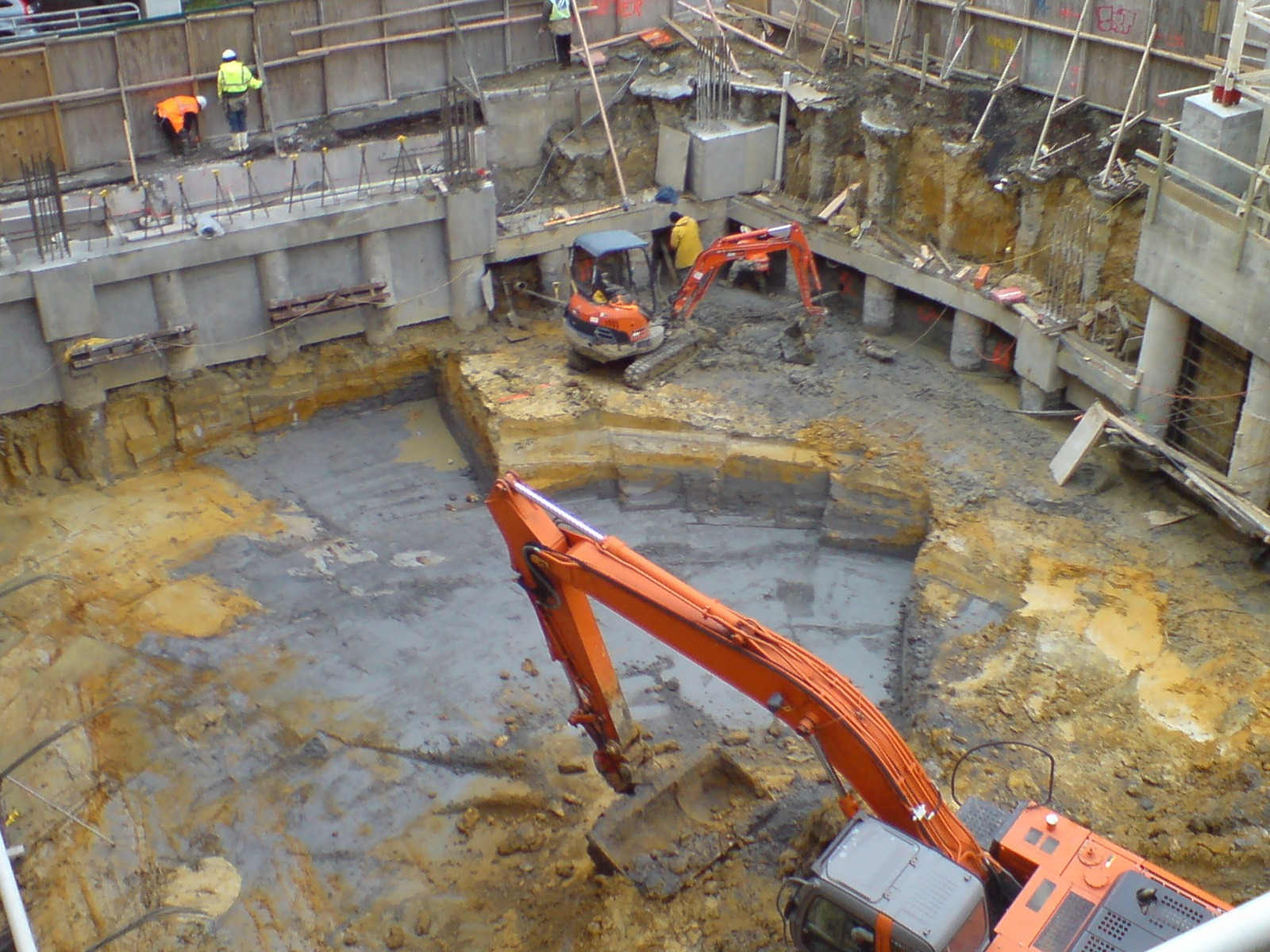
Bindige Böden, wie in diesem Fall Ton, sind als Baugrund ohne zusätzliche Maßnahmen ungeeignet.

Als Baugrund wird im Bauwesen der Bereich des Bodens bezeichnet, der für die Errichtung eines Bauwerks von Bedeutung ist.
Bei Baugrund handelt es sich definitionsgemäß um „Boden bzw. Fels einschließlich aller Inhaltsstoffe (zum Beispiel Grundwasser und Kontaminationen), in und auf dem Bauwerke gegründet bzw. eingebettet werden sollen bzw. sind, oder der durch Baumaßnahmen beeinflusst wird“ (DIN 4020, Abschnitt 3.1).
Besonders wichtig sind die Eigenschaften des Baugrunds in Hinblick auf die Gründung (Fundamentierung) eines Bauwerks. Eine wesentliche Eigenschaft ist die Tragfähigkeit, also seine Fähigkeit, Lasten aus dem Bauwerk aufzunehmen, ohne dass es dabei zu wesentlichen Setzungen oder frostbedingten Hebungen (siehe auch Eislinse) kommt oder ein Grundbruch eintritt. In der Regel setzt sich der Baugrund aus verschiedenen Bodenschichten und Bodenarten zusammen, des Weiteren kann Grundwasser anstehen.
Die Eigenschaften des Baugrundes werden in erster Linie von den Bodenarten und den Bodenklassen bestimmt. Diese Eigenschaften sind regional – je nach geologisch bedingter Entstehung – sehr verschieden. Sie variieren manchmal lokal sehr stark. Es ist daher vor Beginn der Baumaßnahme der Boden im Rahmen einer Baugrunduntersuchung ausreichend zu untersuchen, um seine Eignung als Baugrund festzustellen.

## Zusammensetzung
Zur Klassifikation von Böden existieren unterschiedliche Verfahren. Im Folgenden wird auf die im Bauwesen gebräuchlichen Einteilungen eingegangen.
Grundsätzlich wird zwischen organischen und anorganischen Böden unterschieden. Der organische Boden besteht beispielsweise aus Humus, Torf oder Braunkohle und eignet sich nicht als Baugrund, da mit starken Setzungen zu rechnen ist. Anorganische Böden bestehen beispielsweise aus Sand, Kies oder Fels und stellen einen brauchbaren Baugrund dar.
Die Böden lassen sich jedoch nicht nur nach dem Gehalt organischen Materials unterscheiden, sondern auch nach der Bodenart. In Anlehnung an die DIN 1054 können folgende Bodenarten definiert werden:
- Fels (Festgestein) ist im unverwitterten Zustand sehr fest und damit ausreichend tragfähig. Die für die Errichtung von Bauwerken notwendigen Vorbereitungsmaßnahmen können jedoch sehr aufwändig sein, da Fels nur sehr schwer lösbar ist. Es können daher beispielsweise Sprengungen notwendig werden.
- Gewachsener Boden (Lockergestein) ist durch erdgeschichtliche Vorgänge, wie beispielsweise Verwitterung und Ablagerung, entstanden. Die Tragfähigkeit kann gering bis sehr hoch sein, je nach anstehendem Boden.
- Geschütteter Boden (Schüttung) ist durch Aufspülen oder Aufschütten entstanden. Je nach Verdichtungsgrad besitzt die Schüttung geringe bis hohe Tragfähigkeit.

Gewachsene oder geschüttete Böden können durch den relativen Anteil verschiedener Korngrößen charakterisiert werden (Korngrößenverteilung). Dieser kann mittels einer Siebanalyse ermittelt und in einer Siebline dargestellt werden. Basierend auf der Korngrößenverteilung werden bindige und nichtbindige Böden unterschieden, welche sehr unterschiedliche bautechnisch relevante Eigenschaften aufweisen.
Bindiger Boden
ist ein Boden mit hohem Anteil an Feinkorn. Er besteht zu großen Teilen aus Ton oder Schluff (umgangssprachlich als Lehm bezeichnet). Unter Druckbelastung verformen sich bindige Böden über einen längeren Zeitraum relativ stark. Sie setzen sich im Vergleich zu nichtbindigen Böden sehr langsam, daher können noch Restsetzungen nach Fertigstellung des Bauwerks auftreten, die zu Schäden führen können. Das Verhalten bindiger Böden ist vom Wassergehalt abhängig. Je nach Anteil von Ton und Schluff sind diese Böden schlecht wasserdurchlässig. Wasser kann sich sammeln, verringert die Tragfähigkeit und staut sich an den Bauwerksaußenseiten auf. Außerdem reagiert der Boden empfindlich auf Frost, da das Porenwasser gefriert und es zu Hebungen kommt. Tonminerale neigen unter Einfluss von Wasser außerdem zum Quellen oder Schwinden.
Nichtbindiger Boden
ist ein Boden mit einem geringen Anteil an Feinkorn. Zu dieser Bodenart zählen Sand und Kies in verschiedenen Korngrößen und Mischungen. Entgegen der Redewendung „auf Sand gebaut“ handelt es sich hierbei meist um guten Baugrund, vorausgesetzt er ist nicht locker gelagert. Dies liegt daran, dass sein mechanisches Verhalten nicht vom Wassergehalt abhängt und dass das Korngefüge relativ stabil ist. Die relativ geringe Zusammendrückbarkeit von Sand führt dazu, dass Setzungen relativ gering bleiben. Die Setzungen treten darüber hinaus unmittelbar beim Aufbringen der Lasten auf und sind daher zu einem wesentlichen Teil bei Fertigstellung des Rohbaus abgeschlossen. Bei geringer Lagerungsdichte oder bindigen oder humosen Anteilen können auch hier Setzungen auftreten. Zu Frostschäden kommt es bei nichtbindigen Böden in der Regel nicht, da die Volumenänderung des Wassers durch die Luftporenräume im Korngefüge aufgenommen werden kann. Nichtbindiger Boden wird auch als rolliger Boden bezeichnet.

## Baugrunduntersuchung

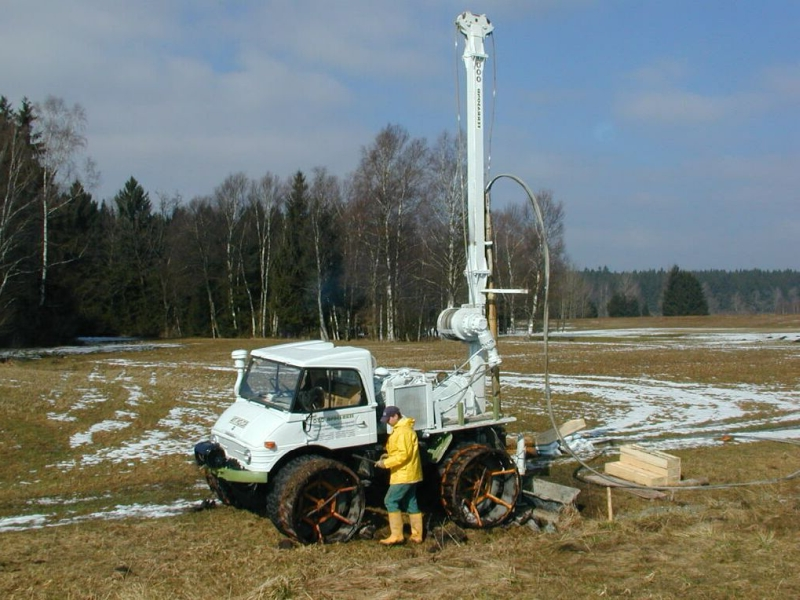
Aufschlussbohrung für eine Baugrunduntersuchung

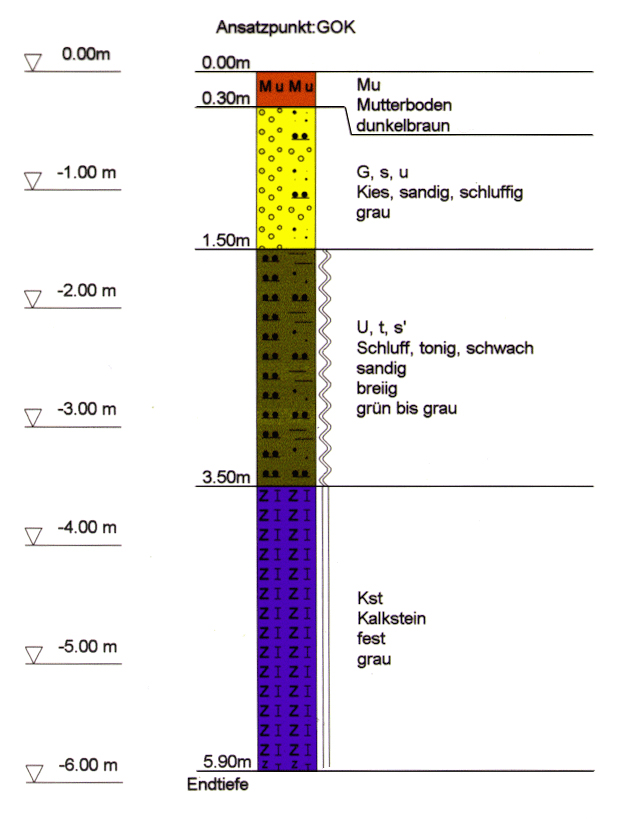
Bohrprofil einer Aufschlussbohrung

Eine wichtige Voraussetzung für die Planung und den Bau von Baugruben oder Fundamenten ist die Kenntnis des anstehenden Baugrundes. Zu diesem Zweck sind Baugrunduntersuchungen durchzuführen. Deren Art und Umfang richtet sich nach der Schwierigkeit des Bauwerks und den erwarteten Baugrundverhältnissen.
Gemäß DIN 4020 wird zwischen drei geotechnischen Kategorien unterschieden:
1. einfache Bauwerke auf ebenem, tragfähigem Grund, die weder die Umgebung noch das Grundwasser beeinflussen
2. Bauvorhaben, die weder zur Kategorie 1 noch zur Kategorie 3 zählen
3. Bauvorhaben mit schwierigen Konstruktionen und schwierigen Baugrundverhältnissen, die erweiterte geotechnische Kenntnisse erfordern

Der Baugrundsachverständige legt das Untersuchungsprogramm fest und muss anhand der Ergebnisse den Baugrund hinsichtlich seiner Tragfähigkeit beurteilen. Je nach Ergebnis der Baugrunduntersuchung empfiehlt er ein Gründungskonzept und gibt Hinweise und Kennwerte zur Bemessung der Gründung. Ziel dieser Empfehlungen ist, dass die Gründung so gewählt und dimensioniert wird, dass ihr Versagen mit einer gewissen Sicherheit ausgeschlossen werden kann, dass die Gebrauchstauglichkeit gegeben ist und dass die Gründungsmaßnahme wirtschaftlich ist.
Wichtiger Bestandteil einer Baugrunduntersuchung ist weiterhin die Ermittlung von Informationen zum Grundwasser. Vor allem der Grundwasserstand und seine Schwankungsbreiten sind für die Planung eines Bauwerks wichtig.
Verfahren zur Untersuchung des Baugrunds vor Ort sind zum Beispiel natürliche Aufschlüsse (Bachbett oder Hang). Weiterhin lassen sich aus geologischen Karten und Befragungen vor Ort ohne großen Aufwand Aussagen über die Baugrundverhältnisse gewinnen. Reichen diese Maßnahmen nicht aus, so sind Schürfe, Bohrungen oder Sondierungen (wie Rammkernsondierung) auszuführen.
Mit Hilfe eines Schurfes kann die Bodenschichtung gut erkannt werden. Zudem können ungestörte, also unveränderte, Bodenproben für die Untersuchung im Labor entnommen werden. Bei der Herstellung des Schurfes ist auf eine ausreichende Sicherung der Böschungswand zu achten. Die Wirtschaftlichkeitsgrenze liegt bei ungefähr 4 bis 6 Meter. Für größere Tiefen eignen sich Bohrungen, mit denen ebenfalls Bodenproben entnommen werden können. Im Zuge dieser Untersuchungen kann außerdem der aktuelle Grundwasserstand eingemessen werden. Sondierungen werden im Bauwesen häufig in Form von Rammsondierungen ausgeführt, weitere Methoden sind Drucksondierung und Standard Penetration Test. Mit der Rammsondierung und Drucksondierung wird die Lagerungsdichte nichtbindiger Böden oder die Konsistenz bindiger Böden ermittelt.
Aus den Sondierergebnissen und seinen regionalgeologischen Kenntnissen kann der Baugrundsachverständige (Baugrundgutachter) die zulässigen Belastungen des Baugrundes und die zu erwartenden Setzungen rechnerisch ermitteln. Die Auswertung der Baugrunduntersuchung erfolgt üblicherweise nach der DIN 1054. Hier werden typische Bodenkennwerte für allgemeine und eindeutige Fälle vorgegeben.

## Baugrundverhalten
Durch die Einwirkung von Bauwerkslasten wird der Baugrund entsprechend seiner Zusammendrückbarkeit und Scherfestigkeit verformt. Wird der Baugrund durch lotrechte Lasten belastet, kommt es zunächst zu Setzungen, da die Bodenschichten stärker zusammengedrückt werden. Dieser Vorgang ist generell als unkritisch und in den meisten Fällen als unvermeidlich zu betrachten. Je nach Beschaffenheit (bindig oder nichtbindig) treten dabei allerdings unterschiedliche Setzungen im Verhältnis zur Dauer ein. Bindige Böden setzen sich langsam und ausgeprägt, da das Porenwasser langsam aus dem Boden gedrückt wird. Zudem verändern sich die Eigenschaften des Bodens bei hohem Porenwasserdruck. Nichtbindige Böden dagegen setzen sich rascher und weniger, da kein Porenwasser vorhanden ist und sich die Körner direkt berühren. Problematisch sind Setzungen im Baugrund, wenn sie an der Gründungssohle ungleichmäßig auftreten. Das Bauwerk gerät in Schieflage, wodurch Spannungen am Tragwerk erzeugt werden. Gleichmäßige Setzungen schaden dem Bauwerk dagegen im Allgemeinen nicht.
Wird die Last auf den Baugrund erhöht, sodass die kritische Bruchlast erreicht wird, findet eine schlagartige seitliche Verdrängung des Bodens statt. Das Fundament versinkt nach unten oder zur Seite und ein Grundbruch tritt ein. Die Gefahr eines Grundbruchs wird zunehmend größer, je kleiner die Breite und Einbindetiefe des Fundaments sind und je geringer die Scherfestigkeit des Bodens ist. Weiterhin begünstigen Neigung und Exzentrizität der Last das Grundbruchrisiko.

## Baugrundverbesserung
Erfüllt der Baugrund nicht die geforderten Eigenschaften, sind entsprechende technische Maßnahmen zur Baugrundverbesserung auszuführen. Diese Maßnahmen verbessern die Standsicherheit und vermindern das Ausmaß von Setzungen. Folgende Maßnahmen können angewendet werden:
- Beim Bodenaustausch (Bodenersatzverfahren) wird der nicht tragfähige Boden ganz oder teilweise durch geeignetere Bodenarten ausgetauscht. Dieses Verfahren ist wirtschaftlich, wenn Bodenschichten mit relativ geringer Mächtigkeit ausgetauscht werden müssen und geeigneter Ersatzboden günstig verfügbar ist. Beim Einbau des Ersatzbodens ist auf eine ausreichende Verdichtung zu achten.
- Bodenverdichtung durch Oberflächenverdichtung oder Tiefenverdichtungsverfahren. Sonderverfahren im Spezialtiefbau sind zum Beispiel Rüttelstopfverdichtung oder Tiefenverdichtung mit Pfählen.
- Bei der Bodenverbesserung werden Bindemittel wie beispielsweise Kalk oder Zement in den Boden eingearbeitet, um dessen Einbaufähigkeit und Verdichtbarkeit zu steigern.[7]
- Bei der Bodenverfestigung erhält der Boden durch die Zugabe von Bindemitteln, wie Zement oder Kalk, eine dauerhafte Erhöhung der Tragfähigkeit und der Widerstandsfähigkeit gegen Frost.[7] Zudem gibt es verschiedene Injektionsverfahren (Baugrundinjektionen) wie die Hochdruckinjektion und die Bodenvereisung. Bei der Bodenvereisung wird mit Hilfe eines Kühlmittels das Porenwasser im Boden vereist und damit eine ausreichende Stabilität erzeugt. Das Verfahren ist sehr kostenintensiv und wird daher nur zur temporären Sicherung oder Abdichtung von Baugruben verwendet.

Ist die Tragfähigkeit des Baugrundes für eine Flachgründung nicht ausreichend und soll keine Veränderung am Baugrund selbst vorgenommen werden, besteht durch eine Tiefgründung die Möglichkeit, eine tragfähige Grundlage für die Fundamente zu schaffen. Hier ist beispielsweise die Pfahlgründung als bekanntester Vertreter zu nennen.

## Normen und Standards

### Deutschland
- DIN 1054 – Baugrund – Sicherheitsnachweise im Erd- und Grundbau
- DIN 4019 – Baugrund – Setzungsberechnungen  (drei Teile, zwei Beiblätter)
- DIN 4020 – Geotechnische Untersuchungen für bautechnische Zwecke – Ergänzende Regelungen zu DIN EN 1997-2 (mit einem Beiblatt)
- DIN 18300 – VOB Vergabe- und Vertragsordnung für Bauleistungen – Teil C: Allgemeine Technische Vertragsbedingungen für Bauleistungen (ATV) – Erdarbeiten

### Österreich
- ÖNORM B 4402 – Erd- und Grundbau – Geotechnische Untersuchungen für bautechnische Zwecke

### Europa
- EN 1997 – Eurocode 7: Entwurf, Berechnung und Bemessung in der Geotechnik
  - Teil 1 Allgemeine Regeln
  - Teil 2 Erkundung und Untersuchung des Baugrunds
- ISO 22282 Geotechnische Erkundung und Untersuchung – Geohydraulische Versuche
  - Teil 1 Allgemeine Regeln
  - Teil 2 Wasserdurchlässigkeitsversuche in einem Bohrloch unter Anwendung offener Systeme
  - Teil 3 Wasserdruckversuch im Fels
  - Teil 4 Pumpversuche
  - Teil 5 Infiltrometerversuche
  - Teil 6 Wasserdurchlässigkeitsversuche im Bohrloch unter Anwendung geschlossener Systeme